# Otrzuty (Remixy) ’99
Otrzuty – pierwszy album kompilacyjny polskiej grupy hip-hopowej Slums Attack wydany w 1999 roku tylko na kasetach magnetofonowych. Na kasecie znajdują się remiksy utworów z albumu Całkiem nowe oblicze.
W 2017 RPS Enterteyment wydał specjalną, zremasterowaną edycję płyty, dodawaną do preorderów wznowień albumów Całkiem nowe oblicze oraz CNO2.

## Lista utworów
Strona A
1. „WLZT (wersja niepełna)”
2. „I nim zdarzy się cud”
3. „Taką dolinę”
4. „Zachodnia część Polski (do pary pan Piotr)”
5. „Coś niedokończone (luta mix)”
6. „Żyję tym co mam”
7. „Postawy (wersja ulepszona)”

Strona B
8. „Prawdziwe czy nie? (Old School remix)”

9. „Musisz uwierzyć (unda versja)”

10. „Kontrowersja”

11. „Dlaczego?”

12. „Zawsze będzie takie granie (kana mix)”

13. „Tak ma być” (gościnnie Da Blaze – westernowa wersja '98 do spółki z Lamzazem)